# Свази

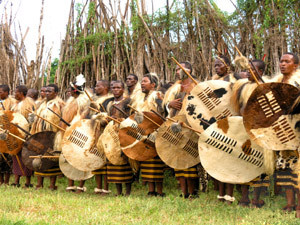
Воины Свази во время праздника Инквала

Свази (ама-свази, ама-нгвани) — народ, проживающий на юге континента Африка. Его численность составляет примерно 1,9 млн человек.

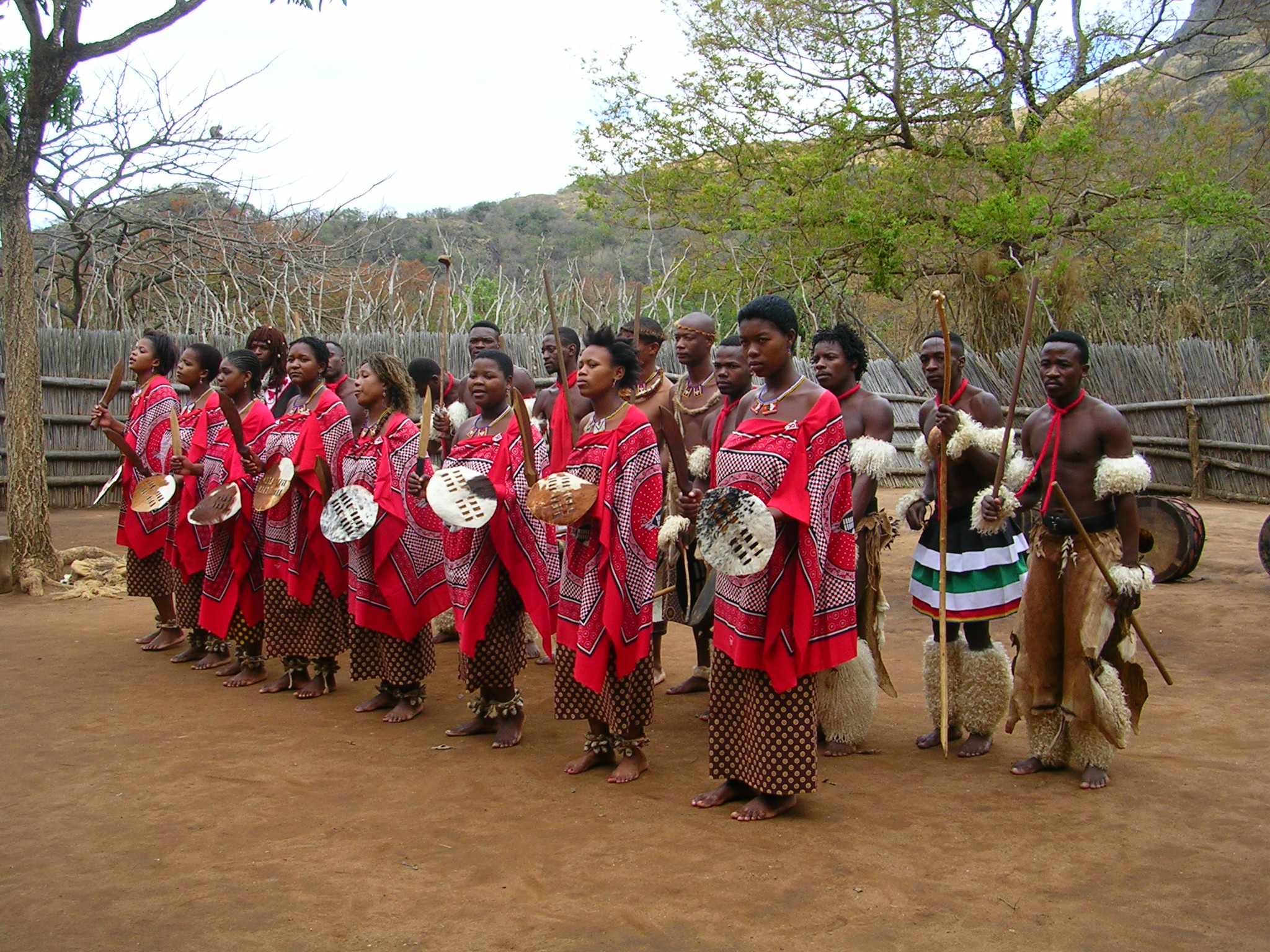
Танцы свази, показанные на представлении в этнической деревне

Основные страны расселения: Южно-Африканская Республика — 1,2 млн человек, Эсватини — 660 тыс. человек. Живут также в Мозамбике — около 10 тыс. человек. Язык — свати (сисвати, свази). В качестве литературного языка используется зулусский язык.
Религиозная принадлежность верующих: христианство (баптизм, методизм, англиканство, католицизм), часть — приверженцы традиционных верований.
Самоназвание — ама-свази, ама-нгване (Свази и Нгване — это имена вождей, живших в первой половине XIX века). Народность свази возникла в первой половине XIX века в результате войн и перемещений племен зулу, суто, шона.
Основное занятие свази — земледелие (выращиваются кукуруза, сорго, пшеница, бобовые) и скотоводство (крупный рогатый скот, овцы).
У свази сохраняются многожёнство, сорорат, левират, брачный выкуп (лоболо).